# Guardia Fronteriza armenia

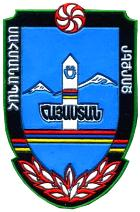
Símbolo de la Guardia fronteriza armenia.

La Guardia Fronteriza armenia es una rama de las Fuerzas Armadas de Armenia, que se encarga de la vigilancia de las fronteras de Armenia con sus países vecinos, Turquía, Azerbaiyán, Irán y Georgia. El 28 de enero de 1992, Armenia creó un Ministerio de Defensa. Los guardias armenios están sujetos a compartir la vigilancia de la frontera con los ministerios de patrullaje de las fronteras de Armenia con Georgia y Azerbaiyán, al tiempo que las tropas rusas vigilan las fronteras de Armenia con Irán y Turquía. Desde 1992, Armenia ha sido miembro de la CSTO,una organización que actúa como otro elemento de disuasión contra la intervención militar azerí en Armenia.